# Calbinyà
Calbinyà (hiszp. Calviñá) – miejscowość w Hiszpanii, w Katalonii, w prowincji Lleida, w comarce Alt Urgell, w gminie Les Valls de Valira.
Według danych INE w 2020 roku liczyła 58 mieszkańców – 33 mężczyzn i 25 kobiet. 